# Београдска аутобуска станица
Београдска аутобуска станица је главна аутобуска станица у Србији. Свечано је отворена 27. септембра 2024, а налази се у улици Антифашистичке борбе 46-48 на Новом Београду.

## Опште информације
Главна станица налази се у новобеоградском блоку 42, у непосредној близини железничке станице Нови Београд, а отворена је 27. септембра 2024. Простире се на површини од 9,2 хектара.
Први аутобус кренуо са нове станице кренуо је 29. септембра у 3.50 часова за Суботицу. Ова станица има 12 долазних и 53 одлазна перона, а до ње се може стићи линијама трамваја 7, 9, 11 и 13, као и аутобусима 85, 89, 94, 95, 600, Е6, као и 60, 60л, 67, 93 и линијом ЕКО1. У оквиру станице постоји паркинг са 186 места и још 25 за такси возила.

## Историјат
Године 2014. расписан је архитектонско-урбанистички конкурс за нову станицу, а прво место тада је освојио пројектни биро Проаспект на челу са архитектама професорима Миланом и Владимиром Лојаницом. Они су кроз свој пројекат понудили савремено, функционално, а кроз пратеће зграде и комерцијално решење за комплетно саобраћајно чвориште на Новом Београду, чиме би се решило уређење и повезивање аутобуске и железничке станице. Рокови су више пута пробијани, а као један од разлога се наводи недостатак средстава за наставак радова. Градња станице је у медијима најављена 2017. године, са идејом да ће бити довршена за највише две године. Ови рокови су више пута пробијани, а као један од разлога се наводи недостатак средстава за наставак радова. У овом периоду до самог отварања, више пута је прекидана изградња нове главне аутобуске станице. Иако је званично отворена у септембру 2024. године, до тада није била скроз завршена.
Стара Београдска аутобуска станица која је од 3. марта 1966. године била главна аутобуска станица у Србији, престала је са радом на дан када је отворена нова, на Новом Београду.